# Stéphanie (album)
Stéphanie è il secondo album in studio della Principessa Stéphanie di Monaco, pubblicato nel 1991.

## Tracce
1. Winds of Chance – 4:23 (Stéphanie, R. Bloom)
2. You Don't Die from Love – 4:20 (Stéphanie, R. Bloom)
3. Love Once – 4:57 (Stéphanie, R. Bloom)
4. Born Blue – 3:57 (Stéphanie, R. Bloom)
5. Words Upon the Wind – 4:36 (Stéphanie, R. Bloom)
6. Sky Fall Down – 4:08 (Stéphanie, R. Bloom)
7. Unchained – 4:03 (Stéphanie, R. Bloom)
8. Hunger Rise – 4:50 (Stéphanie, R. Bloom)
9. I Escape – 4:23 (Stéphanie, R. Bloom)
10. Good Dreams – 4:21 (Stéphanie, R. Bloom)